# Johann Friedrich Bolt

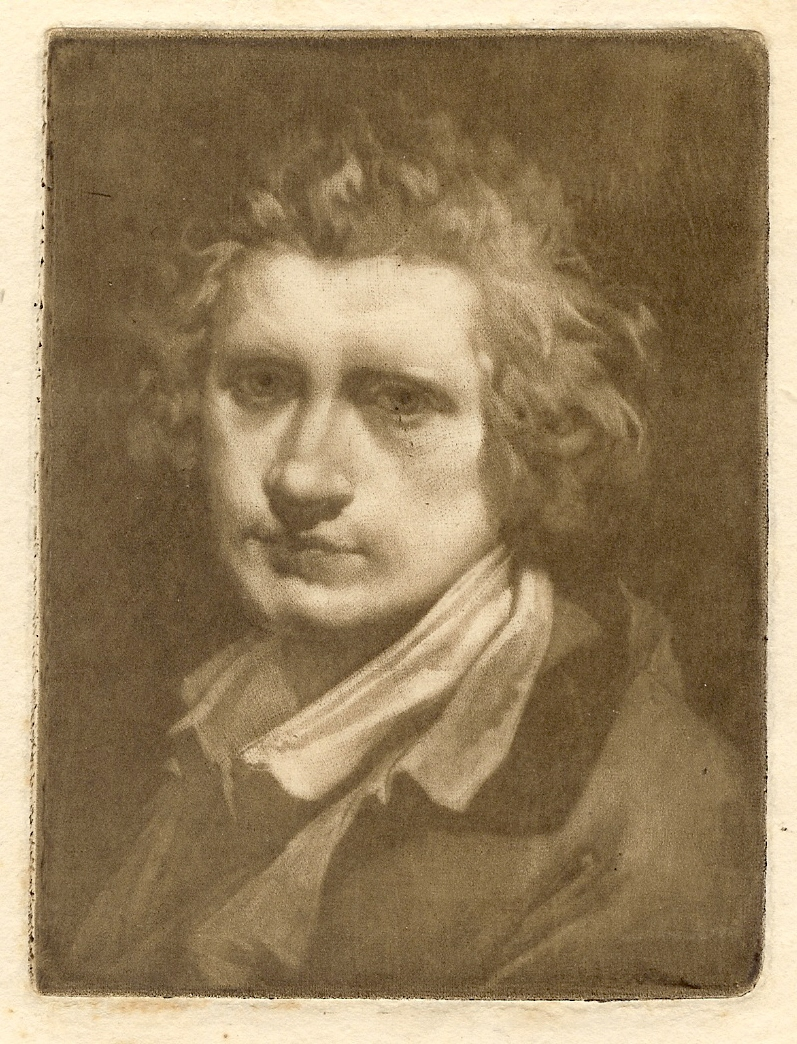
Johann Friedrich Bolt Selbstporträt Schabkunsttechnik 1799

Johann Friedrich Bolt (* 22. März 1769 in Berlin; † 10. September 1836 ebenda) war ein deutscher Zeichner, Kupferstecher und Ätzer.

## Leben
Bolt war Schüler und Mitarbeiter von Daniel Berger und mit Johann Gottfried Schadow befreundet.
Er arbeitete hauptsächlich in Punktiermanier und fertigte Altmeister-Reproduktionen, vieles aber auch nach zeitgenössischen Berliner Zeichnern. Die meisten Arbeiten waren für den Buchdruck bestimmt, darunter viele Porträts.

So berichtete der in Hamburg lebende Historiker und Publizist Johann Wilhelm von Archenholz in einem Brief vom 15. August 1800 an Bolt vom fertigen Manuskript seiner Geschichte Gustavs Wasa, Königs von Schweden, für das er von Bolt einen Kupferstich wünscht, und schrieb: 

„Ich hoffe Sie werden meine Bitte gewähren, und mir es selbst machen. […] Von diesem großen König existirt kein besseres Bild in Europa, und habe ich dieses aus der Königl. Bibliotheck aus Stockholm erhalten. Es wird daher desto interessanter seyn, und dem deutschen Künstler umso mehr Ehre machen, daher ich es gern in sehr gute Hände sehen möchte; auch wird das Buch, dem es vorgesetzt wird, kein Altagsbuch seyn […]“

 Das gewünschte Porträt erschien ein Jahr später (1801) als Frontispiz in einer zweibändigen Veröffentlichung im Verlag Cotta in Tübingen. Ein weiteres, von Bolt gestochenes, Porträt des Prinzen Heinrich von Preußen erschien 1805 in der von Adam Heinrich Dietrich von Bülow herausgegebenen Biographie über den Prinzen.

## Werke
Beispiele seiner Werke:

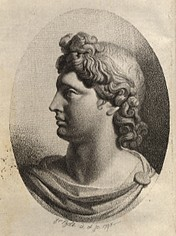
Der griechische Gott Apollon
Friedrich Schiller
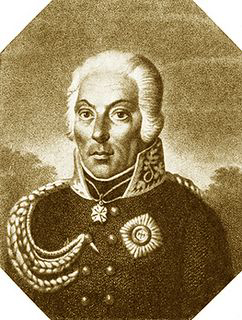
Johann David Ludwig Graf Yorck von Wartenburg
Friedrich Daniel Ernst Schleiermacher
Gustav I. Wasa König von Schweden
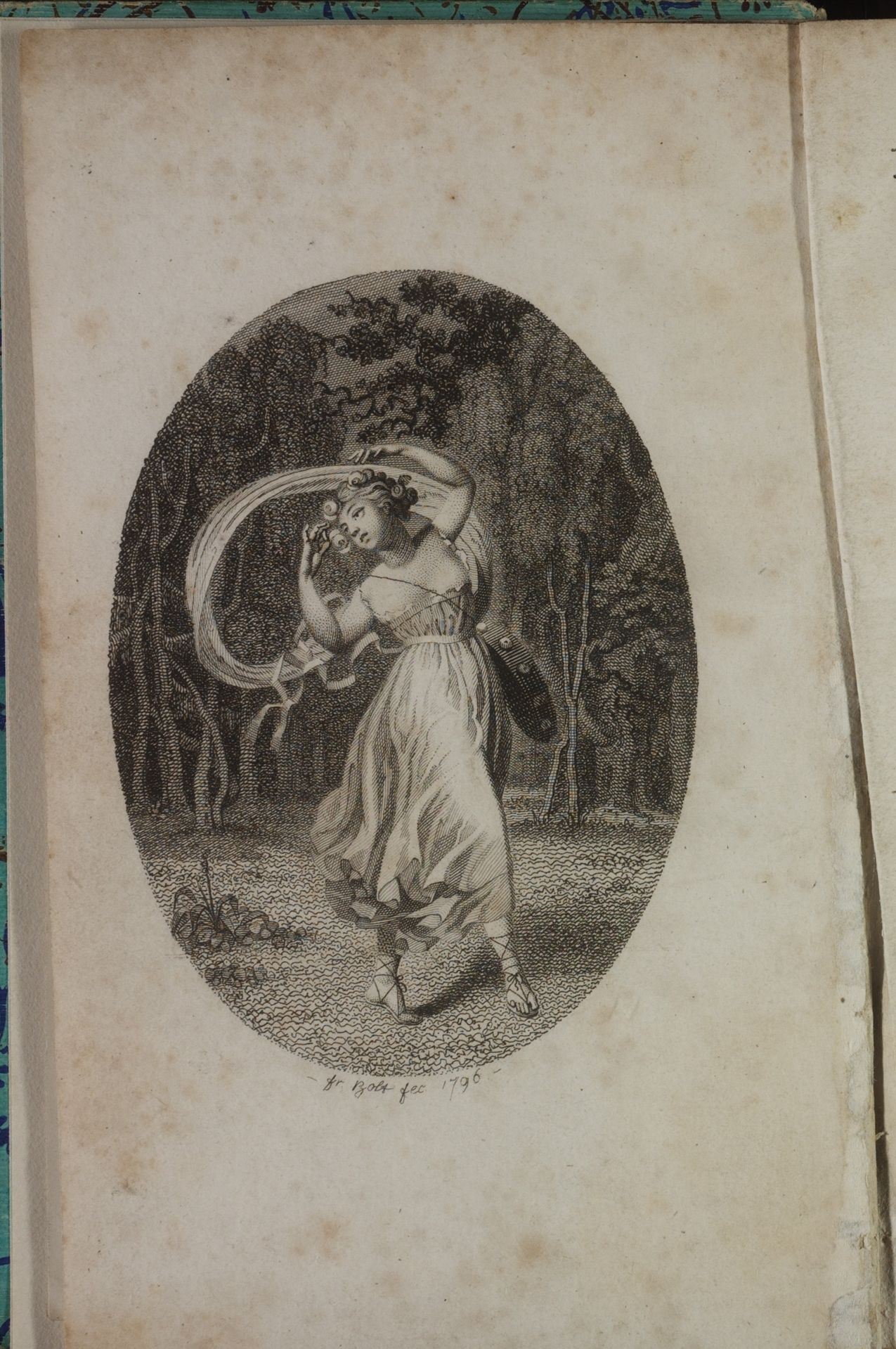
Frontispiz, Musen-Almanach für das Jahr 1797

Ein handschriftliches Verzeichnis der Werke Bolts und Abzüge nahezu aller seiner für den Buchdruck vorgesehenen Stiche befinden sich im Bestand des Berliner Kupferstichkabinetts.